# Сан Гавино Монреале
Сан Гавѝно Монреа̀ле (на италиански: San Gavino Monreale; на сардински: Santu ‘Engiu, Санту Енджу) е градче и община в Южна Италия, провинция Южна Сардиния, автономен регион и остров Сардиния. Разположено е на 54 m надморска височина. Населението на общината е 8960 души (към 2010 г.).

## Личности
Родени
- Фабио Ару (р. 1990), италиански колоездач